# 松島徹 (写真家)
松島徹 （まつしま とおる、1975年9月11日-）は、日本の写真家。東京都出身。

## 略歴
- 1999年 STUDIO LOFT 勤務
- 2000年 桐島ローランドに師事
- 2003年 独立

現在は東京をベースに広告、雑誌、カタログなどで活動中。